# Boogie Train '03
 (mars 2012).
Si vous disposez d'ouvrages ou d'articles de référence ou si vous connaissez des sites web de qualité traitant du thème abordé ici, merci de compléter l'article en donnant les références utiles à sa vérifiabilité et en les liant à la section « Notes et références ».
Singles de Miki Fujimoto
Boyfriend
(2002) Okitegami
(2008)
Boogie Train '03 (ブギートレイン'03) est le 5e single de Miki Fujimoto, sorti en 2003.

## Présentation
Le single sort le 5 février 2003 au Japon sous le label hachama, écrit et produit par Tsunku. Il ne sort que trois mois après le précédent single de la chanteuse : Boyfriend. Il atteint la 8e place du classement de l'Oricon. Il se vend à 37 410 exemplaires la première semaine et reste classé pendant sept semaines, pour un total de 50 737 exemplaires vendus durant cette période. Il sort également au format "Single V" (DVD et VHS) le même jour ; dans le clip vidéo qui y figure dansent des débutantes du Hello! Project Kids : Momoko Tsugunaga, Erika Umeda, Chinami Tokunaga et Maasa Sudo, futures membres des groupes Berryz Kōbō et Cute. La chanson-titre figurera sur l'album Miki 1 qui sort trois semaines plus tard.
Miki Fujimoto arrête sa carrière solo peu après pour intégrer le groupe Morning Musume en juin suivant. Elle ne sortira pas d'autre single en solo pendant cinq ans, jusqu'à Okitegami en 2008, après son départ du groupe.

## Liste des titres
Toutes les chansons sont écrites et composées par Tsunku.
| CD    | CD                                   | CD                       | CD    | CD | CD | CD | CD | CD | CD |
| No    | Titre                                | Arrangements             | Durée |    |    |    |    |    |    |
| ----- | ------------------------------------ | ------------------------ | ----- | -- | -- | -- | -- | -- | -- |
| 1.    | Boogie Train '03 (ブギートレイン'03) | Hideyuki "Daichi" Suzuki | 4:22  |    |    |    |    |    |    |
| 2.    | Taisetsu (大切)                      | AKIRA                    | 3:10  |    |    |    |    |    |    |
| 3.    | Boogie Train '03 (Instrumental)      | Hideyuki "Daichi" Suzuki | 4:19  |    |    |    |    |    |    |
| 11:51 |                                      |                          |       |    |    |    |    |    |    |

| 1. | Boogie Train '03 (ブギートレイン'03)                              |  |
| 2. | Boogie Train '03 - Making Eizo (ブギートレイン'03 メイキング映像) |  |